# Matthias Jabs
Matthias Jabs (Hannover, 1955. október 25. –) német rockzenész, gitáros és dalszerző. 

## Pályafutása
A Scorpions együttes oszlopos tagja 1978 óta, amikor 140 gitáros közül választották őt ki a zenekar vezető gitárosának Uli Roth távozását követően. Az 1979-es Lovedrive óta minden Scorpions-albumon közreműködött. Saját zenei boltja van Münchenben (MJ Guitars).
Állandó hangszerei  voltak a Fender Stratocaster és a Gibson Explorer, ma ezek helyett a külön neki, Boris Dommenget német gitárkészítő által gyártott mutációit  (Dommenget Mastercaster, Dommenget Explorer 90) használja.
Második házasságában él, egy gyermeke van, Nicolas.